# Carmen Mariscal
Carmen Mariscal (1968, Palo Alto, California, Estados Unidos) es una artista mexicana. Se dedica principalmente a la fotografía, la escultura, la instalación, el vídeo y la escenografía teatral, desde una visión feminista, introspectiva y crítica de sí misma y de la sociedad actual. Su trabajo ha sido expuesto en México, Francia, España, Estados Unidos, los Países Bajos, Rusia, Alemania y el Reino Unido entre otros.

## Biografía
Carmen Mariscal nació en 1968 en Palo Alto, California, Estados Unidos, en el seno de una familia de origen catalán y mexicano. Se mudó a México cuando apenas era una niña con su familia, en donde creció y comenzó a pintar. Desde joven recibió una herencia católica tradicional mezclada con una educación liberal, lo que contribuyó a formar el feminismo que posteriormente tomaría fuerza en su obra visual.
A los 18 años se mudó temporalmente a Francia para estudiar francés en La Sorbona. Posteriormente, en 1991, cuando tenía 22 años y estudiaba Historia del Arte en la Universidad Iberoamericana en la Ciudad de México, sufrió un accidente automovilístico que le fracturó la columna vertebral. Este evento, junto con el periodo de recuperación que la mantuvo en cama por varios meses, se reflejan constantemente en su trabajo.
En 1994, tras concluir sus estudios como artista plástica en Europa, regresó a México en donde trabajó como artista y docente en el Departamento de Arte de la Universidad Iberoamericana. Durante esa época, trabajó también en un hospital auxiliando a jóvenes con desórdenes alimenticios. 
De 1999 a 2020 vivió en París, Francia, en donde trabajó como artista plástica y como docente de arte en el Trinity College de París.
Actualmente vive en Londres, donde realiza su doctorado en el Royal College of Art y continúa su práctica artística exponiendo internacionalmente.

## Obra
Carmen Mariscal recuenta que comenzó a pintar desde niña. Que, al hacerlo, “… sentía que realmente existía. Su huella pictórica era una prueba verdadera de su presencia física. Si no pintaba o dibujaba sentía que volaba.” Desde entonces, su obra tiene una profunda carga introspectiva. 
Tras recuperarse del accidente automovilístico que sufrió a los 22 años, comenzó a pintar temas relacionados con el dolor, las emociones y el encierro, y desde entonces reflexiona constantemente en torno al desgaste del cuerpo humano y su habilidad para romperse y curarse a sí mismo, la fragilidad de las emociones, y el aislamiento físico y psicológico. 
A lo largo de su carrera, en series como “Transposicions”, “Muros / Roma”, “Doble”, “Dentro” y “MATER-ia”, ha trabajado el concepto del paso del tiempo, mediante la yuxtaposición de imágenes que simulan fragmentos del cuerpo agrietándose y desprendiéndose como la pared de los muros de una casa antigua. Muchos de estas imágenes son fotografías de su propio cuerpo, cuya fragmentación, así mismo, es sintomática del sufrimiento físico y emocional por el que ha pasado la artista, así como de la fragmentación de su personalidad en la que influye la educación católica tradicional, liberal y feminista que recibió de niña.
Tras el accidente, comenzó a fotografiar partes de su propio cuerpo para incluirlas en sus esculturas e instalaciones, principalmente en cajas de madera y metal mediante las que ha explorado temas como el hospital y el encierro. Estos objetos se han convertido en un elemento clave y un punto de partida en su obra. En ellas, suele presentar un espejo acompañado por objetos de uso cotidiano y por fotografías traslúcidas, que recuerdan a radiografías y remiten a los periodos que pasó en el hospital, tanto convaleciente como trabajando. De acuerdo con su testimonio, comenzó a trabajar con espejos “… porque quería que el espectador mirara también su propio cuerpo y formara parte de las piezas. Para [ella] la presencia física del espectador es lo que termina la obra.”
Muchos de los materiales con los que empezó entonces a trabajar durante este periodo –el metal, el vidrio, el espejo– son visualmente fríos, industriales y están asociados por tradición a lo masculino, algo que Carmen pone en tela de juicio. La obra de Carmen, no obstante, tiene un carácter afectivo, en tanto que remite a lo privado, a lo íntimo, a sus experiencias como mujer y como madre; a la fragilidad y a los sentimientos. Las cajas, comenta Christine Frérot, parecen una “suerte de altares o relicarios donde se guardan y se ofrecen los enigmas de lo femenino.” En la serie “The Beautiful Place” recupera objetos antiguos que tradicionalmente remiten a lo femenino como el bordado, el cuidado de los hijos, el entorno doméstico y el miedo.
Así mismo, a través de referencias autobiográficas y pertenencias heredadas, Mariscal revive la historia de su familia al tiempo que cuestiona el rol de las mujeres en la sociedad actual. La serie titulada “La Novia puesta en abismo”, por ejemplo, comprende entre diversas piezas, un grupo de autorretratos en los que Carmen utilizó el vestido de novia de su bisabuela para cuestionar “las tradiciones transmitidas de generación en generación, y el significado de ser madre, hija y esposa.”
El autorretrato ha jugado un papel importante en su trabajo, tanto para explorar su cuerpo y evidenciar su experiencia como mujer, como madre y como artista, como para reflexionar en torno a la identidad femenina y cuestionar la objetificación del cuerpo femenino y los estereotipos que lo rodean como la pureza, la virginidad y la represión sexual. “Celosía filigrana”, en este sentido, juega con la idea de velar y desvelar el rostro y el cuerpo femenino a través de luces y sombras. En las fotografías de esta serie se ven solamente fragmentos del cuerpo de la artista: el torso, el busto y el rostro ocultos por las manos, los brazos o por las sombras de una proyección que recuerda a la filigrana y da un carácter femenino y seductor a las imágenes. 
Las series “Umbilicus” y “MATER-ia”, por su parte, fueron realizadas durante el proceso en el cual la artista se convirtió en madre. En ellas, utiliza el autorretrato y la fragmentación visual de su cuerpo y el de sus hijos para evidenciar las “transformaciones físicas y psicológicas por las que pasa la mujer desde el embarazo hasta el postparto.”
En la obra de Mariscal, las representaciones del cuerpo humano —generalmente el suyo— han evolucionado con el tiempo: en un principio fotografiaba solamente fragmentos de éste, pero con el tiempo lo ha ido incluyendo en su totalidad mediante formatos de obra cada vez mayores.
En sus obras más recientes ("La esposa esposada", "Calladita te ves más bonita", "Nuestro hogar"), Mariscal se cuestiona sobre el lugar reservado a la mujer en la sociedad. Colaborando con varias asociaciones, examina cuestiones de género, identidad, el peso de las tradiciones y las normas sociales impuestas a las mujeres y niñas desde una edad temprana. En particular, explora "la condición femenina en el matrimonio", en palabras de la curadora Christine Frérot, así como los símbolos y expresiones asociados con el amor, que continúan alimentando un imaginario colectivo de opresión y desigualdad de género. Al vincular lo íntimo con lo colectivo, las obras de Carmen "invitan al público a reflexionar sobre la paradoja del amor". Así, la obra "Nuestro Hogar", instalación monumental animada de luz y sonido, estuvo expuesta en la plaza del Palais-Royal en París en la primavera 2020. Fabricada a partir de candados que las parejas colocaban sobre los puentes parisinos, "Nuestro Hogar" busca crear conciencia para favorecer la seguridad de mujeres y familias y la defensa de los derechos humanos —en particular de las víctimas de violencia en el hogar. Con este propósito, gracias a "Nuestro Hogar" se levantó una campaña de fondos para ayudar a dos refugio de mujeres en México y en Francia. 
Además de su producción como artista visual, ha realizado la escenografía para obras de teatro de contenido feminista como A room of one’s own (Una habitación propia), basada en el ensayo de Virgina Woolf, Electre se réveille (Electra despierta), La Folle Enchère (Una subasta fuera de lo normal) de la dramaturga del siglo XVII Madame Ulrich, o más recientemente Mary Sidney, alias Shakespeare, las cuales cuestionan la condición de subyugación de la mujer en las sociedades patriarcales a lo largo de la historia.

## Estudios
- Doctorante, Royal College of Art, Londres, Reino Unido. 2025
- Maestría en artes plásticas MA European Fine Art, Winchester School of Art,  Barcelona, España y Winchester, Inglaterra. 1994
- Estudios de posgrado en pintura Advanced Painting, Central Saint Martins College of Art and Design, Londres, Inglaterra. 1992
- Licenciatura en historia del arte, Universidad Iberoamericana, Cd de México, México.

## Publicaciones (a partir de 2010)
- Barrios, José Luis. Carmen Mariscal: Two Way Mirror, Fundación Vila Colocaste, Barcelona, España, 2010.
- Carroll, Bárbara. Quimeras Migrantes, p. 24-25, INBA, CONACULTA, Instituto de México, Francia, 2014.
- Cordero Reiman, Karen. Aperturas, Museo Universitario del Chopo, UNAM, México 2011.
- Cordero Reiman, Karen. "...Jusqu'à la fin des temps": Carmen Mariscal/Mercedes Gertz, Editorial Oak, México, 2018.
- Autoritratto, Coiffe/Kwaf/Féminin, by Rebecca Dolinsky, Eleonora Aguiari & Carmen Mariscal, Book Máquina, Centre Georges Pompidou, París, 2013.
- Matthei, Ana María. Latinoamérica al Límite, p. 223-227, Arte al Límite, Santiago, Chile, 2014.
- Medina, Raquel, SUM, Conflictos de Identidad desde los aledaños de la fotografía, p. 29-31, Ayuntamiento de Pamplona, España, 2012.
- Rius Caso, Luis, Paula Santiago, de lo efímero a lo corpóreo, p. 20, CONACULTA, INBA, México 2013.

## Exposiciones

### Exposiciones individuales (y de dos artistas)
2024
Tláloc/Contadero The Window, París, Francia.
2023
Tláloc/Contadero Festival Loop, Ana Mas Projects, Barcelona, España.
2022
Notes on a Journey. On Extractivism, Matter and Displacement. Dos artistas. Marisa Ferreira y artista invitada: Carmen Mariscal, Galeria Presença, Porto, Portugal.
Erase (Curada por Karen Cordero) Dos artistas, Claustro de Sor Juana, Ciudad de México, México.
2021
El Cementerio del amor, Frédérick Mouraux Gallery, Bruselas, Bélgica.
2020
Nuestro Hogar, instalación pública, Plaza del Palais-Royal, París, Francia.
Nuestro Hogar,  video-instalación, Beffroi, Alcaldía del 1er arrdt, París, Francia.
2019           
Calladita te ves más bonita (curada por Marcela Correa), Instituto de México, Nueva Orleans, EUA.
Art Paris, Feria de Arte, Galería Ana Mas Projects, París, Francia.
2018            
La esposa esposada (curada por Christine Frérot) Maison de l’Amérique Latine, París, Francia.
Jusqu’à la fin des temps (exposición semi-individual) Centre Culturel du Mexique, París, Francia.
2016
Carmen Mariscal, Instituto Cultural de México en Berlín - Embajada de México en Alemania, Berlín, Alemania.
Rooms of their Own, Carmen Mariscal, Béguinage, Musée de la Maison d'Érasme, Bruselas, Bélgica.
2015
Traces/Rastros, L’Arc, Scène Nationale, Le Creusot, Francia.
2010
Two Way Mirror Fundación Vila Casas, (curada por Gloria Bosch) Palau Solterra, Torroella de Montgrí, España.
Vamos a pretender, masART Galería, Barcelona, España.
2008
Transposicions, Museo Gene Byron, 37.º Festival Cervantino, Guanajuato, México.
2007
Transpositions, Centre d´Etudes Catalanes, Université de Paris Sorbonne, París, Francia.
2006
Doble/desdoble, Galería Llucià Homs, Barcelona, España.
2004
Proyecto Espai Zero, (curada por Raquel Medina), Fundación La Caixa, Tarragona, España.
CRAM, Festival Río Loco, Toulouse, Francia.
2003
MATER-ia, Galería Llucià Homs, Barcelona, España.
Innée (curada por Mathew Shaul) Margaret Harvey Gallery, St. Albans, Inglaterra.
2001
Innata/Innée, Centre Culturel du Mexique, París, Francia.
Dentro, Galería Llucià Homs, Barcelona, España.
Innata, Galería Senda « El Terrat », Barcelona, España.
2000
El pueblo creador, Pabellón de México, Expo 2000, Hannover, Alemania.
1998
La ilusión en vértigo, Galería de la SHCP, México D.F., México.
Los espejismos del amor, Galería Segovia-Isaacs, Barcelona, España.
1997
La novia, puesta en abismo, Galería Ramis Barquet, Monterrey, México.
I veil, I reveal, CSK Gallery, Denver, E.U.A.
Prints, Cherry Creek Art Festival, Centro Cultural Mexicano, Denver, E.U.A.
1996
Velo re velo, Galería Railowsky, Valencia, España.
Velo re velo, Instituto de México, Madrid, España.
Velo-re-velo, Galería Senda, Barcelona, España.
1995
Revelar, Galería Kin, México D.F.
1994
Soy, Museo de Historia, San Petersburgo, Rusia.
MA Degree Show, Winchester School of Art, Winchester, Inglaterra.
1993
Un secreto preexistente, Centro Cultural El Nigromante, Instituto Nacional de Bellas Artes San Miguel de Allende, México. 

### Exposiciones colectivas
2024
Las mil y una novias Museo Nacional de Historia, Castillo de Chapultepec, México.
Chasma Beaconsfield Gallery, Londres, Reino Unido.
2023
(Re) Generando Narrativas e Imaginarios (Curada por: Karen Cordero), Museo de Arte de Sonora, MUSAS, Sonora, México.
Lost and Found un proyecto de Saloneras, La Nana Laboratorio Urbano de Arte Contemporáneo, Ciudad de México, México.
2022
(Re) Generando Narrativas e Imaginarios  (Curada por Karen Cordero), Museo Kaluz, Ciudad de México, México.
¡Vivas estamos, estamos vivas!  (Curada por Karen Cordero y Cecilia Noriega), Festival Internacional Cervantino, Museo Regional de Guanajuato, México.
Inversa,Casa Merida Contemporary, Mexico City, México.
2021
Time in Two Directions, jdc Fine Art, Portland, Oregón, E.U.A
2020
Textural Codes (curada por Amalgama, Women Artists Latin America), The Koppel Project, Londres, Reino-Unido.
El castillo de las junglas imposibles (curada por Valentina Locatelli y Hans-Michael Herzog), Château de Serrigny, Borgoña, Francia.
2019
Élimination, (curada por Claudia Connoly), París, Francia.
The Box Project, SPARC, Los Ángeles, California, Estados Unidos.
GLASS fotografía de artistas latinoamericanos, (curaduría de Lulu-Periferia), París, Francia.
2018          
Je(ux) est un autre, (curada por Julien Verhaeghe), Musée National de la Carte à Jouer, Issy-les-Moulineaux, Francia.
Elèctric i Llunyà, Fotografía contemporánea de la colección: Olor Visual, Tecla Sala, Barcelona, España.
2017          
Ponte en mi lugar (curada por Mariano Navarro) Palacio El Condestable Pamplona, España.
Kaleidoscope (curada por Lassla Esquivel) Periferia Art Projects-IESA, París, Francia.
New Perspectives, Reynolds Ryan Art Gallery, New Orleans, Luisiana, Estados Unidos
2016
Ana Mas Projects, Dallas Art Fair, Dallas, Texas Estados Unidos
2014
Under the Wave, Piscina Molitor, París, Francia.
ESTAMPA +R maserre galería, Estampa Feria de Arte Contemporáneo, Madrid, España.
Quimeras Migrantes Quimeras, Instituto de México, París, Francia.
2013
Geografía de la Mujer, Trazas de Memoria, Fundación Vila Colocaste, Palau Solterra, Torroella de Montgrí, España.
Enfance & Art, proyección de vídeos, Imagespassages, Teatro del intercambio en vínculo con la exposición Jeux d'Artistes, Museo Castillo de Annecy, Francia.
2012
Galería Raíña Lupa, Paris Photo, París, Francia.
SUM Conflictos de la identidad (curada por Raquel Medina), Ciudadela de Pamplona, Pamplona, España.
SUM Conflictos de la identidad (curada por Raquel Medina), Saló Amós Salvador, Logroño, España.
masART Galería, Feria Internacional de Arte Contemporáneo, ARCO, Madrid, España.
2011
Art Proxime, Traverse vidéo 14.ª edición, Toulouse, Francia. Images Hispano Americaines, Festival de Vídeo Imagespassages, Annecy, Francia.
2010
Afecto diverso/Géneros en flujo, (curada por Karen Cordero), Museo del Chopo México DF, México.
Camuflajes, (curada por Maite Méndez-Baigues y Pedro Pizarro) Espai Cultural Caja Madrid, Barcelona, España.
Camuflajes, (curada por Maite Méndez-Baigues y Pedro Pizarro) Caja Madrid, Zaragoza, España.
Camuflajes, (curada por Maite Méndez-Baigues y Pedro Pizarro) MUPAM, Málaga, España.
2009
Camuflajes, (curada por Maite Méndez-Baigues y Pedro Pizarro) La Casa Encendida, Madrid, España.
masART Galería, Feria Pinta, Nueva York, E.U.A.
Sin centenario ni bicentenario, (curada por Karen Cordero) Universidad Iberoamericana, México DF, México. 

2008
Galería Llucià Homs, Feria de Arte Pulse, Miami, E.U.A.
masART Galería, Feria de Arte Bale Latina, Basilea, Suiza. 

2007
Galería Llucià Homs, Feria Internacional de Arte Contemporáneo ARCO, Madrid, España.
Videoart, una visió actual, Caixa Manlleu, Vic, España.
Trésors du Mexique Carrefour des Arts, Chapelle Urée, Francia. 

2006
Festival de vídeo (collage FemLink) Women's Caucas Art International, Brandeis University, Massachusetts, E.U.A.
Festival Traverse-Video (collage FemLink), La Chapelle des Carmélites, Toulouse, Francia.
Galería Llucià Homs, Feria Internacional de Arte Contemporáneo ARCO, Madrid, España. 

2005
Mutations 2, (curada por Danielle Delouche), Château de Linardié, Senouillac, Francia.
Galería Llucià Homs, Feria Internacional de Arte Contemporáneo ARCO, Madrid, España.
masART Galería, Feria de Arte Art Frankfurt, Frankfurt, Alemania. 

2004
Luxe de Luxe, Avenue K, Modern KContemporary Art Museum, Kuala Lumpur, Malasia.
Big Proportioms, Galou Gallery, Willamsburg, NY, E.U.A.
CCinco, Five Latinas (curada por Keith Miller), SAC Gallery, University of Stonybrook, NY, E.U.A.
Grapa Contemporary Art, Photo New York, NYC, E.U.A.
Galería Llucià Homs, Feria Internacional de Arte Contemporáneo ARCO, Madrid, España.
2003
Great Women/Role Models, The Hague Sculpture, La Haya, Países Bajos.
Galería Senda, FIAC, Feria Internacional de Arte Contemporáneo, París, Francia.
De Corporis Fabrica (curada por Karen Cordero), Centre Culturel du Mexique, París, Francia.
Itineraires, Mairie du IXème París, Francia.
2002
Galerie Serieuze Saken II, Bienal Amsterdam Photo, Ámsterdam, Países Bajos.
Alter Ego, (curada por Jean-Gabriel Mitterrand), Museé d’Histoire de la Ville de Luxembourg, Luxemburgo.
Galería Llucià Homs, Art ExpoFeria de Arte, Barcelona, España.
Art i enfermedades mentales, Galería Llucià Homs, Barcelona, España.
Galería Senda, FIACFeria Internacional de Arte Contemporáneo, París, Francia.
2001
Tempus Fugit, Galería Llucià Homs, Barcelona, España.
2000
Tipografías, Galería Llucià Homs, Barcelona, España.
Lumiére et Temps, Centre Culturel Mexicain, París, Francia.
1999
IV Bienal de Monterrey, Museo de Monterrey, Monterrey, México.
Galería Ramis Barquet, FIAC Feria Internacional de Arte Contemporáneo, París, Francia.
La mariée, La novia, (curada por Christine Quentin y Céline de Guise) Espace d'Art Yvonamor Palix, México D.F., México.
1998
El cuerpo aludido, (curada por Karen Cordero) Museo Nacional de Arte, INBA, México D.F., México.
Galería Ramis Barquet, FIAC, Feria Internacional de Arte Contemporáneo, París, Francia.
Galería Ramis Barquet, Feria Internacional de Arte Contemporáneo ARCO, Madrid, España.
Galería Senda en Feria Internacional de Arte Contemporáneo ARCO, Madrid, España.
Colectiva de verano, Galería Ramis Barquet, NY, E.U.A..
18.º Concurso Nacional Arte Joven, Aguascalientes, Monterrey y México D.F., México.
La búsqueda del Paraíso, Ex-Teresa Arte Actual, México D.F., México y ExColegio de Jesuitas, Pátzcuaro, México.
1997
IV Concurso Nacional de Instalación, Ex-Teresa, INBA, CNA, México D.F., México.
Galería Senda en Feria Internacional de Arte Contemporáneo ARCO, Madrid, España.
Territorios Singulares, fotografía contemporánea mexicana. (curada por Rafael Doctor) Fundación Canal de Isabel II, Madrid, España.
Bestias y nahuales. Mascotas para un fin de siglo (curada por Guillermo Santamarina) Centro Cultural SHCP, XIII Festival del Centro Histórico, México D.F., México.
Modas terminales. Ojales apocalípticos o dobladillos del caos. XIII Festival del Centro Histórico, México D.F., México.
1996
L'iber-arte, Instalación, Universidad Iberoamericana, México D.F., México.
Colectiva fotoseptiembre, Galería Kin, México D.F., México. Formato pequeño, Galería Kin, México D.F., México.
Fornici d'estiu, Galería Alter Ego, Barcelona, España. El amor según...Galería Kin, México D.F., México.
1995
El plano blanco, Galería Kin, México D.F., México.
1994
European fine Art degree Show, Winchester Gallery, Winchester, Inglaterra.
Tallers oberts, Barcelona, España. Lenguaje y localización, Centro Cultural Caja Madrid, Barcelona, España.
Miniprint, Exposición Itinerante, Cadaqués, España. XI Maratò de l’espectacle, Barcelona, España.
1989
The Image of the Figure, Royal College of Art, Londres, Inglaterra. 

## Escenografías de teatro
2024
Laodamie de Catherine Bernard 1689, dirigida por: Aurore Evain, coproducción : Ferme de Bel Ebat – Théâtre de Guyancourt, Théâtre des Îlets – CDN de Montluçon. Compañia La Subversive. Première: febrero 2024
2021
Les Fables de Marie de France, dirigida por: Aurore Evain, coproducción : Ferme de Bel Ebat – Théâtre de Guyancourt:  La Subversive. Escenografía de Carmen Mariscal con Charline Faveau. Première: marzo 2021
2020
Mary Sidney, alias Shakespeare, basada en el studio de Robin P. Williams. Dirección, traducción y adaptación: Aurore Evain. Coproducción Théâtre des Îlets - CDN de Montluçon, Francia septiembre 2020.
2019
La Folle Enchère, dirección : Aurore Evain, coproducción : Ferme de Bel Ebat – Théâtre de Guyancourt, Théâtre des Îlets – CDN de Montluçon. Compañía La Subversive.  Estreno : noviembre de 2019.
2016
Grito al cielo con todo mi corazón de Ximena Escalante, dirigida por Sylvie Mongin-Algan, Producción: Nouveau Théâtre du 8e, Lyon, Francia. Estreno 13 de octubre de 2016
2014
Una habitación propia, basada en el ensayo homónimo de Virginia Woolf, dirigida y escrita por Sylvie-Mongin Algan. Reestreno en el Nouveau Théâtre du 8e, Lyon, Francia.
2013
Una Habitación Propia, basada en el ensayo homónimo de Virginia Woolf, dirigida por Sylvie Mogin-Algan, Teatro: L'Arc, Scène Nationale du Creusot, Francia.
Electra Despierta de Ximena Escalante, dirigida por Sylvie Mogin-Algan, Teatro Julio Castillo, Centro Cultural del Bosque, Festival del Centro Histórico, Ciudad de México, México.
2011
Electra Despierta de Ximena Escalante, dirigida por Sylvie Mogin-Algan, Sala Miguel Covarrubias, Centro Cultural Universitario Ciudad de México, México.
Electra Despierta de Ximena Escalante, dirigida por Sylvie Mogin- Algan, Nouveau Théâtre du 8e, Lyon, Francia.

## Premios y Becas
2018
Beca Apoyos especiales Fondo Nacional para la Cultura y las Artes, México.
1997
Primer lugar IV Concurso de Instalación y Ambientación,'Ex-Teresa Arte Actual, Programa Materiales para las Artes-INBA, México.
Beca School of the Art Institute de Chicago.
1992
Premio El Diario de México para los mejores estudiantes de México.México.